# Двухэтажные реки
Двухэтажные реки — реки, которые текут одновременно на двух этажах. 

## Реки с двухэтажным параллельным течением

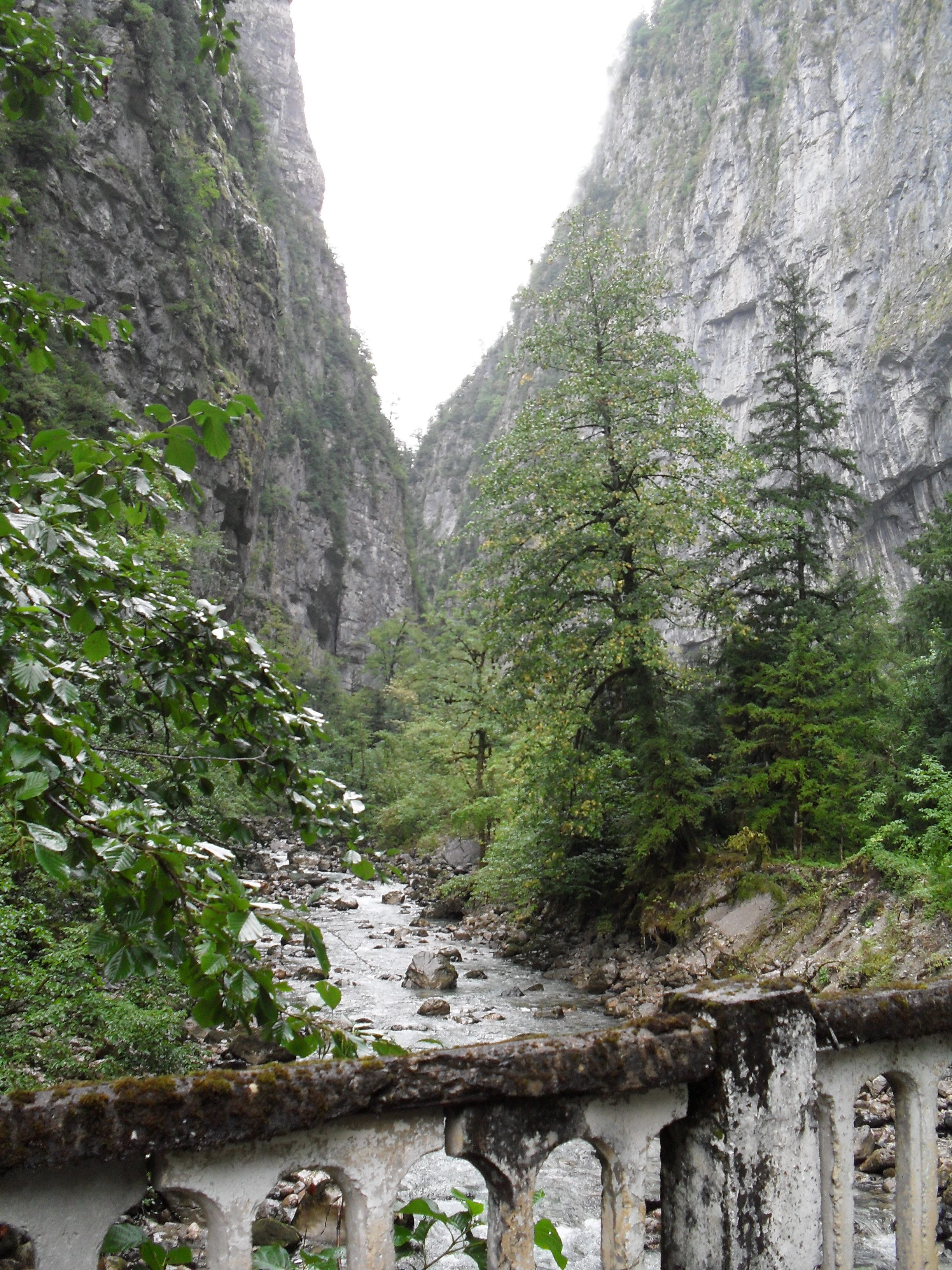
Река Юпшара в среднем течении

Чаще всего встречаются в карстовых массивах, где у некоторых рек имеются подрусловые пустоты. Примером подобного вида рек служит Юпшара в Абхазии, участок которой длиной в несколько километров каждое лето  становится сухим.
В некарстовых районах такие явления встречаются реже. Известен случай при строительстве Ленинградского метро (1974): строители вышли на старое подземное русло Невы, в результате чего оказались затопленными несколько перегонов метрополитена.

## Реки с непараллельным двухэтажным течением
Исследования Воронцовской пещерной системы показали, что текущие на разных этажах потоки в районе входной шахты пещеры Кабанья текут по разным направлениям и впадают в разные реки. По поверхности во время снеготаяния и вследствие обильных осадков вода стекает по Предпещерной балке, являясь истоком реки Кудепста.
В Пещере Кабанья на глубине более 40 метров постоянно течёт ручей, вливаясь в пещеру Лабиринтовую и далее попадая в русло реки Хоста. В то время, когда по дну Предпещерной балки течёт поток, можно спуститься в шахту и пройти под потоком в пещере, пронырнув сифон, войти в пещеру Лабиринтовую и выйти на поверхность на другой стороне балки.
С Воронцовской пещерной системой связано также явление перехвата рек. Река Кудепста недалеко от истока частично уходит по подземным каналам в реку Хоста. По-видимому, это связано с силой Кориолиса, которая является следствием вращения Земли вокруг своей оси. В некарстовых районах Северного полушария эти силы создают более крутые правые берега у рек, текущих с севера на юг (в Южном полушарии наоборот размываются и становятся круче левые берега рек).